# Dansk Landbrugs Grovvareselskab

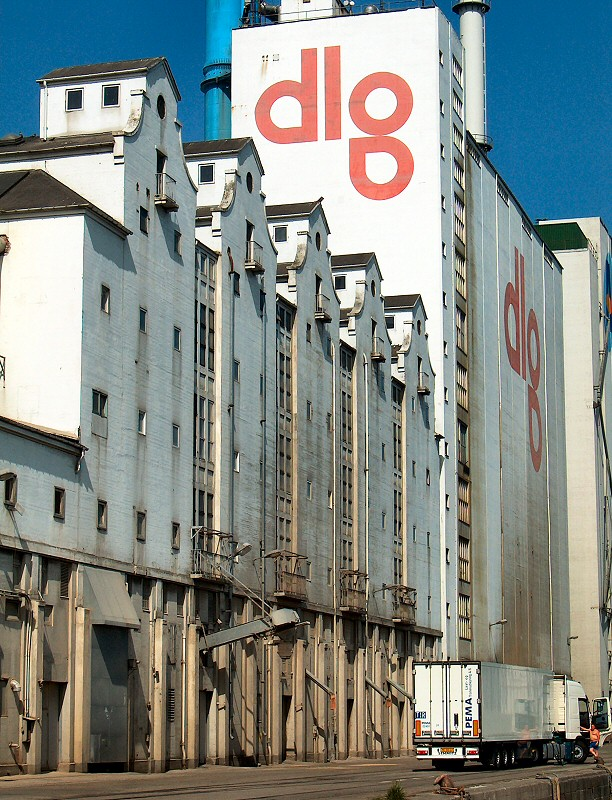
DLG-Siloanlage im Aarhus Havn

Die Dansk Landbrugs Grovvareselskab a.m.b.a. (DLG) ist eine dänische Genossenschaft, welche sich im Besitz dänischer Landwirte befindet.
Neben klassischen Agrarprodukten vertreibt die DLG Vitamine, Mineralstoffe und Energieträger. Die DLG ist in 20 Ländern zu finden.

## Geschichte
1969 wurde die heutige Genossenschaft durch einen Zusammenschluss dreier Genossenschaften gebildet. Seit dem Jahr 2005 gehört ebenfalls die HaGe Kiel zur DLG. Die Deutsche Vilomix Tierernährung gehört ebenfalls zur DLG, genauso wie die Team-Gruppe.
Ende 2016 wurde die Landtechnikabteilung der Firma Kongskilde Industries an Case New Holland verkauft.